# Guillem I de Cerdanya
Guillem Ramon I de Cerdanya, o senzillament Guillem I de Cerdanya, (v 1068 - 1095), fou comte de Berga (1068-1094), comte de Cerdanya, de Conflent (1068-1095) i Senescal de Barcelona.

## Orígens familiars
Fill del comte Ramon I de Cerdanya. Va heretar el comtat de Cerdanya a la mort del seu pare, presumiblement l'any mateix del seu naixement. Així mateix va heretar el comtat de Berga el mateix any.
Pel seu casament amb Sança de Barcelona, filla de Ramon Berenguer I i germana del comte Ramon Berenguer II, va dur a Guillem I a ser tutor del futur comte de Barcelona Ramon Berenguer III.
Va estar molt interessat a repoblar bona part de la Cerdanya, atorgant així la carta de població de Vilafranca de Conflent.

## Núpcies i descendents
Es casà, en primeres núpcies, amb Adelaida de Carcassona, filla del comte Pere II de Carcassona. D'aquesta unió no tingueren fills.
Es casà, en segones núpcies, amb Sança de Barcelona, filla del comte de Barcelona Ramon Berenguer I i la seva esposa Almodis de la Marca. D'aquesta unió nasqueren:
- Guillem II de Cerdanya (?-1109), comte de Cerdanya, comte de Conflent i comte de Berga
- Bernat I de Cerdanya (?-1118), comte de Cerdanya, comte de Conflent i comte de Berga

Es casà, en terceres núpcies, vers l'any 1071 amb Isabel d'Urgell, filla del comte Ermengol III d'Urgell. D'aquesta unió no tingueren fills.

## Títols i successors
| Guillem I de Cerdanya Naixement: v. 1068 Mort: 1095 | |                                            |
| Títols                                              | |                                            |
| Precedit per: Ramon I de Cerdanya (pare)            | Comte de Cerdanya (Llista de comtes de Cerdanya) Comtat de Cerdanya, Comtat de Conflent (1068–1095) | Succeït per: Guillem II de Cerdanya (fill) |
| Precedit per: Ramon I de Cerdanya (pare)            | Comte de Berga (Llista de comtes de Berga) (1068–1094)                                              | Succeït per: Bernat I de Cerdanya (fill)   |